# Dr. Denker

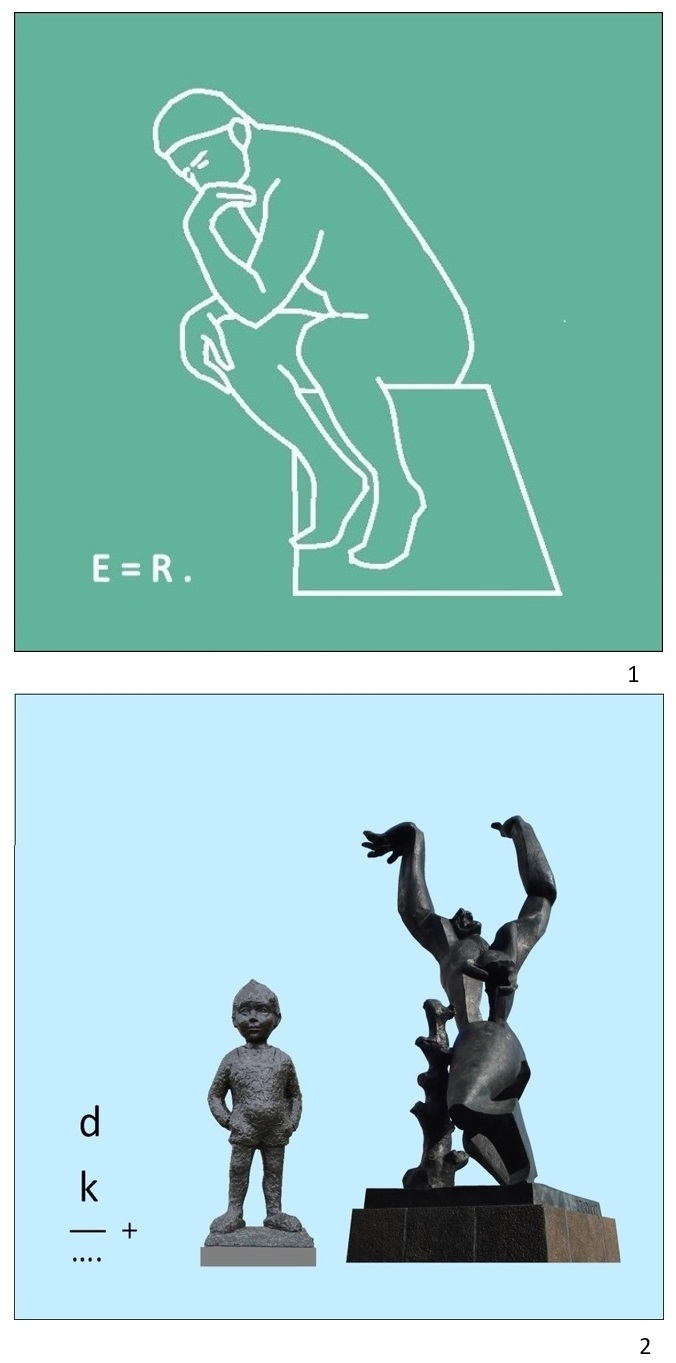
Voor’beelden’

Dr. Denker is de schuilnaam van een anonieme Nederlandse puzzelmaker. Dr. Denker kreeg bekendheid door de cryptische rebussen die uit zijn naam verschenen. Zijn puzzels verschijnen op de dag voor kerst in de bladen van Mediahuis. Voor de winnaars zijn geldprijzen beschikbaar, met een hoofdprijs van honderden euro’s.
De naam Dr. Denker wordt al gebruikt sinds 1931. Op 4 april van dat jaar verscheen de eerste kruiswoord'puzzle' in het het Nieuwsblad van het Noorden. De oplossingen konden vanaf die tijd worden ingestuurd naar de redactie ten name van Dr. Denker. Het eerste cryptogram in het Nieuwsblad van het Noorden verscheen op oudejaarsdag 1960 als 'listige kruiswoord' ofwel cryptogram. Puzzelaars konden hun oplossingen van dit cryptogram insturen ten name van Dr. Denker. 
Het is een mysterie wie er achter de Kerstpuzzel van Dr. Denker schuilgaat. Naar eigen zeggen van de krant is Dr. Denker mysterieuzer dan Sinterklaas, de kerstman en de paashaas bij elkaar. Van hem is bekend dat hij op leeftijd is en op het Drentse platteland woont. Ieder jaar belt Dr. Denker met een vast redactielid die de identiteit van Dr. Denker bewaakt.

## Kerstpuzzels
In 1980 verscheen de eerste speciale Kerstpuzzel van Dr. Denker in het Nieuwsblad van het Noorden. De Kerstpuzzel bestaat uit veertig kleine rebussen of beeldcrypto’s met een eigen oplossing. Het aantal letters van elk oplossingswoord wordt aangegeven. Van groot belang is de stand of positie van de getekende letters en woorden, maar soms ook de vorm en afwijkende achtergrondkleur. Bij veel plaatjes staat zoiets als ‘K=T’, wat betekent dat het plaatje iets voorstelt waar een K in voorkomt, en die letter moet worden veranderd in een T om de oplossing te vinden. Datzelfde kan echter ook met een voorwerp worden uitgebeeld: er staat een kist op het plaatje en dat moet worden geïnterpreteerd als ‘K=T’. Staat er ‘–M’, dan moet de letter M uit het afgebeelde voorwerp verwijderd worden. De lettercombinatie ‘DMV’ kan geïnterpreteerd worden als ‘M in DV’ maar evengoed als ‘–DV’.
Tot 1994 waren het zwart-wit plaatjes die met de hand waren getekend.
De oplossingen sluiten aan bij het jaarlijks wisselende puzzelthema:
- 1999  Mode
- 2011 Uit de kunst
- 2019 Plaats[8]
- 2022 Criminaliteit en Recht
- 2023 Spoorwegen
- 2024 Huizen

In een introductietekst worden allerlei aanwijzingen over het thema gegeven. Vast grapje in elke kerstpuzzel is een opgave met een opgedirkte schaars geklede dame die staat voor ‘snol’, ‘slet’, ‘hoer’ of ‘del’. Vaak ook is er in een van de plaatjes een verborgen verwijzing te vinden naar de oplossing van een ander plaatje.
Een vast Dr. Denker testpanel, bestaande uit redactieleden van de krant, buigt zich voor het verschijnen over de moeilijkheidsgraad van de puzzels.  De puzzels van Dr. Denker moeten uitdagend zijn voor iedereen, de ‘denk-beelden’ variëren van eenvoudig tot zeer lastig.

## Uitbreidingen
Na de fusie met de Drentse Courant en het Groninger Dagblad verscheen de puzzel in het Dagblad van het Noorden. Sinds 2013 verschijnt de puzzel ook in de Leeuwarder Courant. Nadat de NDC was overgenomen verscheen de puzzel in 2021 ook in de regionale bladen van Mediahuis. Alle ‘breinbrekers’ van de voorafgaande 40 jaar verschenen in 2021 in boekvorm.
In de weken voorafgaande aan het verschijnen van de Kerstpuzzel verschijnen sinds 2018 vooraf enkele opwarmpuzzels en na de kerstdagen nog een afkickpuzzel. Op Facebook en Instagram verschijnen in december enkele keren per week bewegende puzzeltjes, de Dr. Denker Doordraaiertjes. In januari wordt in de kranten uitleg gegeven bij de oplossingen.
Tijdens de coronapandemie verschenen er in 2020 en 2021 extra Dr. Denker Paaspuzzels.